# 1957年各省市党委书记会议青岛会址
1957年各省市党委书记会议青岛会址，位于中国山东省青岛市市南区山海关路6号第二海水浴场，是青岛市市南区文物保护单位之一。

## 概况

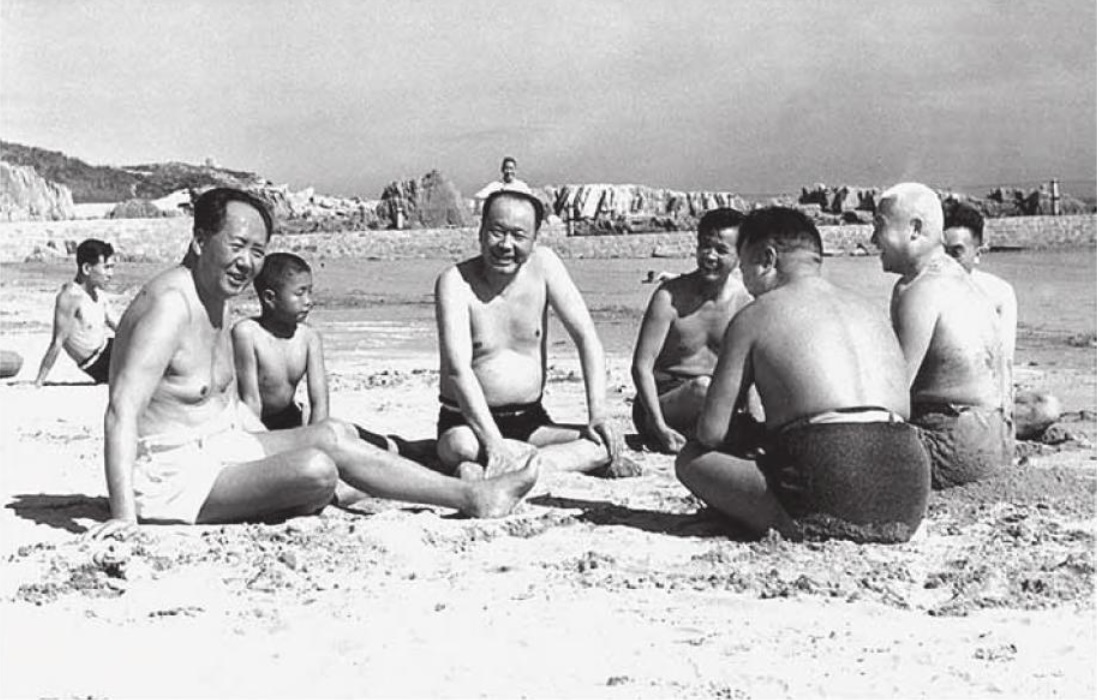
1957年，毛泽东、乌兰夫、舒同、方强、刘澜涛在青岛第二海水浴场

1957年7月12日，中国共产党中央委员会主席毛泽东赴青岛。7月17日至7月21日，毛泽东与周恩来、朱德等时任党和国家领导人在第二海水浴场木制凉亭及迎宾馆召开中共中央政治局会议。7月19日至30日，毛泽东在第二海水浴场及迎宾馆召开省市委书记会议；并于7月30日完成并印发《一九五七年夏季的形势》一文。会议期间毛泽东曾在第二海水浴场游泳，8月11日离开青岛。
1977年12月23日，该会址以“毛主席作夏季形势报告纪念地”之名授予山东省文物保护单位，分类为革命遗址及革命纪念建筑物；但后来该文保单位被撤销，不再出现于文保单位名单中。2017年9月26日，同一地点以“1957年各省市党委书记会议青岛会址”之名被列入第三批市南区文物保护单位。